# Agryz
Agryz (rusky Агры́з, tatarsky Əgerce/Әгерҗе) je město v Tatarstánu v Ruské federaci. Při sčítání lidu v roce 2010 měl bezmála dvacet tisíc obyvatel.

## Poloha
Agryz leží na Iži (přítok Kamy v povodí Volhy) v jednom ze severovýchodních výběžků Tatarstánu – z východu, severu i západu jen kousek od hranice s Udmurtskem a jen čtyřicet kilometrů jižně od jeho hlavního města, Iževsku. Naopak od hlavního města Tatarstánu, Kazaně, je vzdálen přes tři sta kilometrů severovýchodně. Od Moskvy, hlavního města federace, je vzdálen zhruba 950 kilometrů.

## Dějiny
První zmínka je z roku 1646. Na významu získal s postavením zdejšího nádraží na trati z Kazaně do Jekatěrinburgu v roce 1915.
Městem je od 28. srpna 1938.

### Rodáci
- Asaf Kutdusovič Abdrachmanov (1918–2000), námořník vojenského loďstva